# Лентовский, Александр Егорович
Александр Егорович Лентовский (1798—1867) — российский медик, один из первых академических преподавателей клинического акушерства в России, заслуженный профессор и декан медицинского факультета Казанского университета.

## Биография
Родился в 1798 году. Происходил из обер-офицерских детей.
В 1806—1811 годах учился в Казанской гимназии, а затем — на врачебном отделении (факультете) Казанского университета, где обучался с 1811 по 1815 год, получив степень кандидата. В 1816 году был направлен для завершения образования в Московское отделение медико-хирургической академии, где через два года получил степень лекаря.
Некоторое время служил уездным врачом в Лаишеве и 24 мая 1820 года подал прошение об определении на службу в Казанский университет. После прочтения двух пробных лекций был избран (утверждён 21 января 1821 года) на должность адъюнкта повивального дела. Одновременно, с 7 февраля 1822 года он выполнял обязанности ординатора университетской больницы, а с ноября того же года — «помощника доктора» при клинике; кроме этого, с июня 1821 по апрель 1823 года он также был помощником библиотекаря.
В университете Лентовский также преподавал: физиологию (1821—1828), общую патологию (1822—1828), судебную медицину (1823) и клинику (1825—1828 и 1833). С 1823 года он был экстраординарным, с 1828 года — ординарным профессором повивального искусства — эта кафедра была сохранена за ним 1 августа 1837 года, при реорганизации университета по уставу 1835 года. В 1833 году, когда в связи с уходом профессора Фукса в университете освободилась кафедра патологии и терапии, на занятие этой кафедры выдвигался Лентовский, но министерство не утвердило его кандидатуру, лишь временно вверив ему должность директора клиники при кафедре, которую он и занимал до 1836 года.
Три срока (в 1829—1834 и в 1841—1845 годах) занимал пост декана медицинского факультета; 20 августа 1848 года был утверждён в звании заслуженного профессора с оставлением на службу ещё пять лет. В июне 1853 года он был назначен директором Николаевского детского приюта, а 19 ноября уволен от должности профессора университета.
А. Е. Лентовский был пионером акушерства в Казани. Им было открыто в 1833 году акушерское отделение на 6 кроватей в клинике при Казанском университете. Он же ввёл в университете клиническое преподавание повивального дела. В 1830 году, вместе с профессором Л. Л. Фогелем, он проводил исследование воды Сергиевских минеральных источников. Среди изданных работ Лентовского — «Медико-топографическое описание г. Казани» и «Взгляд на гигиену новорожденных детей» (опубликованы в «Казанском вестнике» в 1831 и в 1832 годах, соттветственно). При этом один из учеников Лентовского, доктор А. И. Ильинский, даёт ему в своих мемуарах развёрнутую уничтожающую характеристику, описывая его как душевнобольного человека, плохого специалиста-практика и обладателя ненаучных взглядов на предметы, которые он преподавал.
Был женат. Род был внесён в 3-ю часть дворянской родословной книги Казанской губернии по определению Казанского дворянского депутатского собрания от 30 июня 1838 года; утверждён указом Герольдии от 18.02.1846. Имел в Казани 2 дома; в Казанской губернии за ним числилось родовых 2 души крестьян и приобретённых 3 души; за женой в Оренбургской губернии — родовых 70 душ крестьян.
В конце жизни переселился из Казани в Старую Майну (Самарской губернии), где и умер в 1867 году.